# Привод (право)
Приво́д — принудительное доставление лица к дознавателю, следователю, прокурору или в суд в случае неявки по их вызову без уважительных причин.
Статья 111 Уголовно-процессуального Кодекса Российской Федерации (УПК РФ) выделяет привод в качестве одной из мер процессуального принуждения наравне с обязательством о явке, временным отстранением от должности и наложением ареста на имущество. Согласно статье 113 УПК РФ, привод производится работниками органов дознания или судебными приставами по обеспечению установленного порядка деятельности судов на основании письменного постановления дознавателя, следователя, прокурора, судьи либо определения суда.
Привод может применяться в отношении подозреваемого, обвиняемого, потерпевшего, свидетеля, а также гражданского истца, гражданского ответчика, эксперта, специалиста, переводчика, понятого. Постановление дознавателя, следователя, прокурора, судьи или определение суда о приводе перед его исполнением объявляется лицу, которое подвергается приводу, что удостоверяется его подписью на постановлении или определении.
Аналогичная мера предусмотрена и в административном процессе. Применяется в случаях неявки лица, участие которого в административном разбирательстве считается обязательным.
Привод не может производиться в ночное время (с 22:00 до 06:00), за исключением случаев, не терпящих отлагательства. Не подлежат приводу несовершеннолетние в возрасте до четырнадцати лет, беременные женщины, а также больные, которые по состоянию здоровья не могут оставлять место своего пребывания, что подлежит удостоверению врачом.
Аналогичные положения о приводе с разной степенью проработанности действуют в законодательстве других стран постсоветского пространства, среди которых Белоруссия, Казахстан и Украина.